# برج الطاقة الشمسية
برج الطاقة الشمسية، المعروف أيضًا باسم محطة توليد الطاقة بالبرج المركزي أو محطة توليد الطاقة بالنواظم الشمسية، هو نوع من الأفران الشمسية التي تستخدم برجًا لتلقي ضوء الشمس المركّز. يستخدم مجموعة من المرايا المسطحة والمتحركة (تسمى النواظم الشمسية) لتركيز أشعة الشمس على برج التجميع (الهدف). يُنظر إلى أنظمة الطاقة الشمسية المركزة (CSP) على أنها أحد الحلول القابلة للتطبيق للطاقة المتجددة الخالية من التلوث.
استخدمت التصميمات المبكرة هذه الأشعة المركزة لتسخين المياه، واستخدمت البخار الناتج لتشغيل التوربينات. تم عرض تصميمات أحدث باستخدام الصوديوم السائل، والأنظمة التي تستخدم الأملاح المنصهرة (40٪ نترات البوتاسيوم، 60٪ نترات الصوديوم ) حيث تعمل سوائل العمل الآن. تتميز سوائل العمل هذه بسعة حرارية عالية، والتي يمكن استخدامها لتخزين الطاقة قبل استخدامها لغلي الماء لتشغيل التوربينات. تسمح هذه التصميمات أيضًا بتوليد الطاقة عندما لا تكون الشمس مشرقة.

## التكلفة
في عام 2021، قدّر المختبر الوطني الأمريكي للطاقة المتجددة (NREL) تكلفة الكهرباء من الطاقة الشمسية المركزة مع 10 ساعات تخزين عند 0.076 دولار / كيلوواط ساعة في عام 2021، و0.056 دولارًا / كيلوواط ساعة في عام 2030، و0.052 دولارًا / كيلوواط ساعة في عام 2050. في عام 2007، كانت شركات مثل ESolar (التي كانت مدعومة من Google.org) تطور مكونات هيليوستات منخفضة التكلفة وقليلة الصيانة وقابلة للإنتاج الضخم والتي كان من المفترض أن تقلل التكاليف في المستقبل القريب. استخدم تصميم ESolar عددًا كبيرًا من المرايا الصغيرة (1.14.2) م2 )، لتقليل تكاليف تركيب أنظمة التثبيت مثل الخرسانة والصلب والحفر والرافعات. في أكتوبر 2017، اقترح مقال في GreenTech Media أن eSolar توقفت عن العمل في أواخر عام 2016.
التحسينات في أنظمة السوائل العاملة، مثل الانتقال من التصميمات الحالية لخزان (ساخن / بارد) إلى أنظمة خط حراري أحادي الخزان مع حشو حراري من الكوارتزيت وبطانيات أكسجين، ستعمل على تحسين كفاءة المواد وتقليل التكاليف بشكل أكبر.

## التصميم

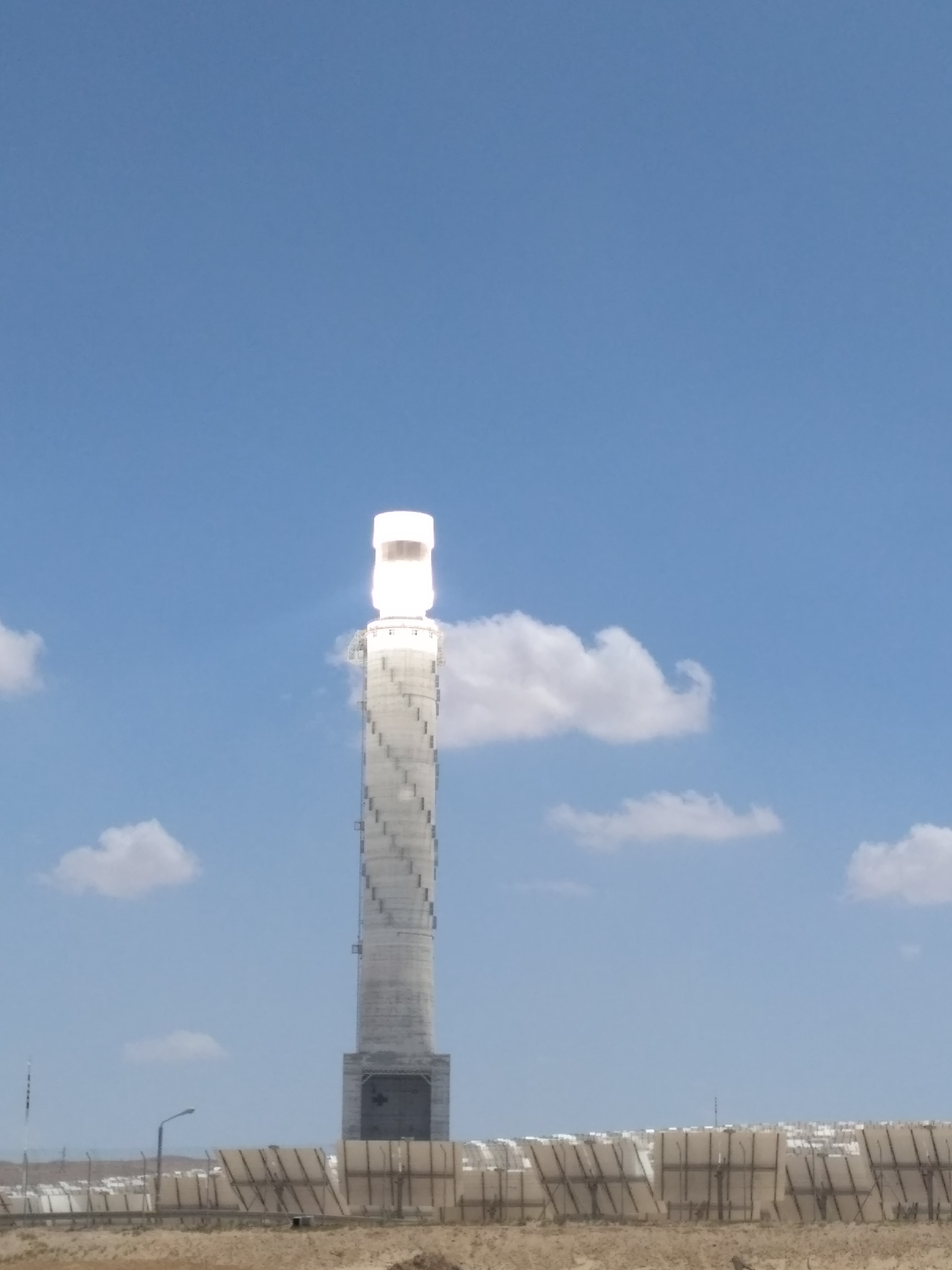
محطة كهرباء أشاليم، إسرائيل، عند اكتمالها أطول برج شمسي في العالم.

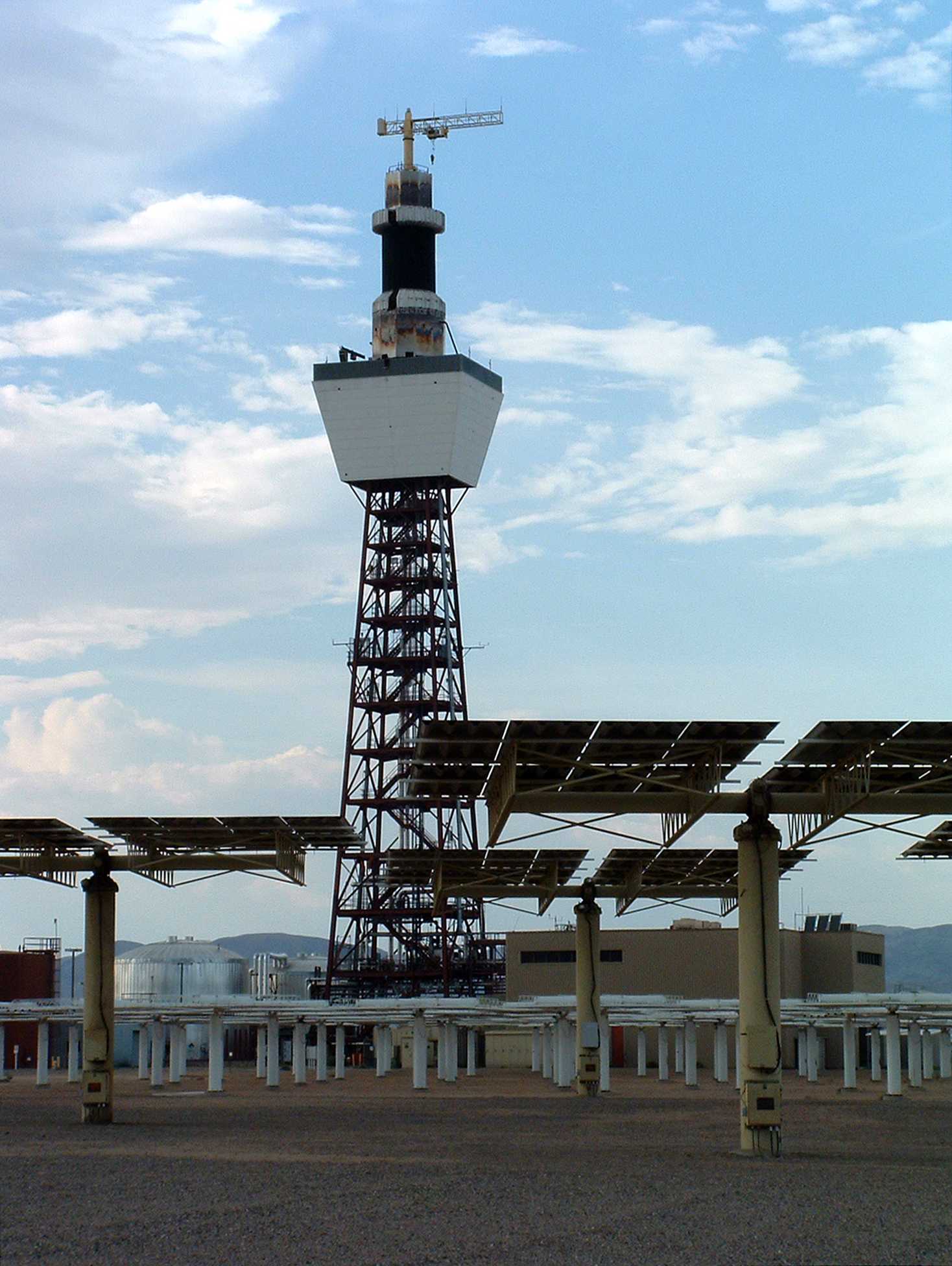
تم إيقاف تشغيل Solar Two في كاليفورنيا

- يجري تبريد بعض أبراج الطاقة الشمسية المركزة بالهواء بدلاً من المياه المبردة لتجنب استخدام مياه صحراوية محدودة[5]
- يجري استخدام الزجاج المسطح بدلاً من الزجاج المنحني الأكثر تكلفة[5]
- تخزين حراري لتخزين الحرارة في أوعية الملح المصهور لمواصلة إنتاج الكهرباء أثناء عدم سطوع الشمس
- يسخن البخار إلى 500 درجة مئوية لتشغيل التوربينات المقترنة بالمولدات التي تنتج الكهرباء
- أنظمة تحكم للإشراف والتحكم في جميع أنشطة المصنع بما في ذلك مواقف صفيف الهليوستات والإنذارات والحصول على البيانات الأخرى والتواصل.

بشكل عام، تستخدم المنشآت من 150 هكتار (1,500,000 م2) إلى 320 هكتار (3,200,000 م2).

## المخاوف البيئية
هناك أدلة على أن مثل هذه التركيبات الكبيرة لتركيز الطاقة الشمسية يمكن أن تذوب الطيور التي تحلق فوقها. يمكن أن تصل درجات الحرارة بالقرب من مركز الصفيف إلى 550 درجة مئوية والتي، مع التدفق الشمسي نفسه، كافية لحرق الطيور بينما يجري حرق الريش بعيدًا مما يؤدي إلى موت الطائر في نهاية المطاف. يطلق العمال في محطة إيفانبا للطاقة الشمسية على هذه الطيور اسم "اللافتات"، حيث تشتعل في الجو وتهبط على الأرض متخلفة عن الدخان. أثناء اختبار وضع الاستعداد الأولي للمروحيات، قُتل 115 طائرًا أثناء دخولهم في التدفق الشمسي المركز. خلال الأشهر الستة الأولى من العمليات، تم قتل ما مجموعه 321 طائرًا. بعد تغيير إجراء الاستعداد للتركيز على ما لا يزيد عن أربع وحدات شمسية على أي نقطة واحدة، لم يكن هناك المزيد من وفيات الطيور.
صُنفت منشأة Ivanpah للطاقة الشمسية على أنها مصدر لانبعاث غازات الاحتباس الحراري من \ولاية كاليفورنيا لأنه يتعين عليها حرق الوقود الأحفوري لعدة ساعات كل صباح حتى يمكن أن تصل بسرعة إلى درجة حرارة التشغيل.

## التطبيقات التجارية
شاركت العديد من الشركات في تخطيط وتصميم وبناء محطات طاقة بحجم المرافق. هناك العديد من الأمثلة لدراسات الحالة لتطبيق حلول مبتكرة للطاقة الشمسية. شعاع لأسفل (نوع من محطات الاستقبال المركزية مع بصريات كاسيجرين) يمكن أيضًا استخدام البرج باستخدام المظلات الشمسية لتسخين مائع العمل.

## التطبيقات الجديدة

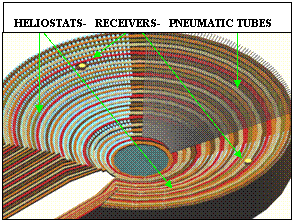
مفهوم برج طاقة الحفرة في منجم بينغهام كانيون

يجمع برج طاقة الحفرة بين برج الطاقة الشمسية وبرج الطاقة الكهربية في منجم مفتوح تم إيقاف تشغيله. أبراج الطاقة الشمسية التقليدية مقيدة في الحجم بارتفاع البرج والمروحيات الأقرب التي تحجب خط رؤية المروحيات الخارجية إلى جهاز الاستقبال. يساعد استخدام "مقاعد الاستاد" في حفرة المنجم في التغلب على قيود الحجب.
نظرًا لأن أبراج الطاقة الشمسية عادةً ما تستخدم البخار لتشغيل التوربينات، وتميل المياه إلى الندرة في المناطق ذات الطاقة الشمسية العالية، فإن ميزة أخرى للحفر المفتوحة هي أنها تميل إلى جمع المياه، بعد أن تم حفرها تحت منسوب المياه الجوفية. يستخدم برج طاقة الحفرة بخارًا منخفض الحرارة لتشغيل الأنابيب الهوائية في نظام التوليد المشترك. الميزة الثالثة لإعادة استخدام منجم حفرة لهذا النوع من المشاريع هي إمكانية إعادة استخدام البنية التحتية للمناجم مثل الطرق والمباني والكهرباء.

## أنظر أيضا
- الطاقة الشمسية المركزة
- تعريفة التغذية
- قائمة شركات الطاقة الحرارية الشمسية المركزة
- قائمة محطات الطاقة الشمسية الحرارية
- مرفق اختبار الطاقة الشمسية الحرارية الوطنية (NSTTF)
- فرن شمسي
- الطاقة الحرارية الشمسية